# Raoul Retzer
Raoul Retzer, de son vrai nom Richard Karl Pollitzer (né le 22 mai 1919 à Vienne, mort le 8 août 1974 dans la même ville) est un acteur autrichien.

## Biographie
Il commence à jouer la comédie à quinze ans puis intègre le Burgtheater puis le Volkstheater. Il participe à la Seconde Guerre mondiale. Il reprend sa carrière en 1947.
Dans les cabarets et les revues, comme le Simpl, il fait des numéros de mime. Il se consacre au cinéma à partir de 1952. Il joue des rôles de soutien, notamment dans les comédies de Franz Antel. On le voit souvent être un majordome, un ouvrier ou un policier, parfois un escroc.

## Filmographie
- 1952 : Ideale Frau gesucht
- 1952 : Der Obersteiger
- 1953 : Ein tolles Früchtchen (de)
- 1954 : Les Fruits les plus doux
- 1955 : Ehesanatorium
- 1955 : Sonnenschein und Wolkenbruch
- 1955 : La Patronne de la Couronne d'or (de)
- 1955 : Heimatland
- 1955 : Le Congrès s'amuse
- 1956 : Kaiserball
- 1956 : Das Hirtenlied vom Kaisertal
- 1957 : Skandal in Ischl (de)
- 1957 : Die Winzerin von Langenlois (de)
- 1957 : Vier Mädels aus der Wachau
- 1957 : Almenrausch und Edelweiß (de)
- 1958 : Wiener Luft
- 1958 : Der Page vom Palast-Hotel
- 1958 : Soucis de millionnaire
- 1958 : Liebe, Mädchen und Soldaten (de)
- 1958 : Im Prater blüh’n wieder die Bäume
- 1958 : Der Priester und das Mädchen
- 1958 : Ooh … diese Ferien (de)
- 1958 : La Comtesse Maritza
- 1958 : Solang' die Sterne glüh'n
- 1959 : Mikosch im Geheimdienst (de)
- 1959 : Traumrevue (de)
- 1959 : Zwölf Mädchen und ein Mann (de)
- 1959 : Ich heirate Herrn Direktor
- 1960 : Meine Nichte tut das nicht
- 1960 : L'Auberge du Cheval-Blanc (Im weiben Rössl)
- 1960 : Glocken läuten überall
- 1960 : Kriminaltango
- 1960 : Le Brave Soldat Chvéïk
- 1961 : Le Dernier Passage
- 1961 : Ein Stern fällt vom Himmel (de)
- 1961 : Mann im Schatten
- 1961 : … und du mein Schatz bleibst hier
- 1961 : Mariandl
- 1961 : Saison in Salzburg
- 1961 : Im schwarzen Rößl
- 1961 : Schlagerrevue 1962
- 1962 : Das ist die Liebe der Matrosen
- 1962 : Drei Liebesbriefe aus Tirol
- 1962 : Ohne Krimi geht die Mimi nie ins Bett (de)
- 1962 : Christelle et l'empereur
- 1962 : …und ewig knallen die Räuber
- 1962  : L'Ivresse de la forêt (Waldrausch)
- 1963 : Dans les griffes de l'homme invisible (de) (Der Unsichtbare)
- 1963 : Maskenball bei Scotland Yard
- 1963 : Interpol contre stupéfiants
- 1963 : Schwejks Flegeljahre (de)
- 1963 : Der Musterknabe (de)
- 1963 : Die ganze Welt ist himmelblau
- 1964 : Das hab ich von Papa gelernt
- 1964 : Hilfe, meine Braut klaut (de)
- 1964 : Happy-End am Attersee (de)
- 1965 : Ruf der Wälder
- 1965 : Le congrès s'amuse
- 1966 : 00Sex am Wolfgangsee
- 1966 : Le Carnaval des barbouzes
- 1966 : Mister Dynamit – Morgen küßt Euch der Tod
- 1966 : Das Spukschloß im Salzkammergut
- 1967 : Mieux vaut faire l'amour
- 1967 : Le Grand Bonheur
- 1968 : Paradies der flotten Sünder
- 1969 : Warum hab’ ich bloß 2× ja gesagt?
- 1970 : Quand les profs s'envolent
- 1970 : Wer zuletzt lacht, lacht am besten
- 1970 : Wenn die tollen Tanten kommen
- 1971 : Das haut den stärksten Zwilling um
- 1971 : Le Sabbat des vampires (Gebissen wird nur nachts) de Freddie Francis
- 1971 : Tante Trude aus Buxtehude
- 1971 : Rudi, benimm dich!
- 1971 : Verliebte Ferien in Tirol
- 1972 : Außer Rand und Band am Wolfgangsee
- 1972 : Frau Wirtins tolle Töchterlein
- 1972 : Die lustigen Vier von der Tankstelle (de)
- 1972 : Trubel um Trixie
- 1973 : Geh, zieh dein Dirndl aus
- 1974 : Wenn Mädchen zum Manöver blasen
- 1974 : Ach jodel mir noch einen (de)